# 石牆騷亂發生前的美國LGBT平權運動事件列表
下表记录了石牆騷亂發生前的美國LGBT平權運動事件。儘管1969年的石牆騷亂普遍被視為同性戀平權運動的開始:xi:194，但早在石牆騷亂發生前就已有同性戀者自發或由同性戀團體組織的示威遊行。這些行動的目的在於反同性戀歧視，例如抗議美軍對同性戀者的排斥與古巴對待同性戀者的政策等。這些早期的示威活動成功凝結同性戀社群的共同意識，並在1969年石牆騷亂時爆發，使其成為美國乃至於全球各地同性戀權利運動的開端。
早期的平權運動常採取的抗議手段包括設置路障阻擋抗議對象的人員進出等。美國東部的LGBT組織如馬太辛協會、女同性戀組織碧麗提絲的女兒與詹納斯協會等組織在華盛頓、紐約或費城的總部或分會則組成東岸同志之友組織（East Coast Homophile Organizations，ECHO）:270以協調與組織示威遊行。由於人口稠密的大城市有相對較多的LGBT人群，ECHO常在這些城市組織遊行活動:239，同時他們也會對參加者的著裝作出規定，例如男性必須繫上領帶、穿上夾克等；女性必須穿上裙子等。這些要求是由馬太辛協會創辦人法蘭克·卡莫尼所提出的，他意圖向人們展示，同性戀者是「體面且適宜僱用的」，並無與異性戀者有何異同:271。許多早期的示威者都繼續投入後來的同性戀解放運動:272。

## 事件
| 日期                           | 地點                                     | 理由                                 | 經過 |
| ------------------------------ | ---------------------------------------- | ------------------------------------ | --- |
| 1959年5月                      | 洛杉磯                                   | 抗議警方的騷擾                       | LGBT人士因警方的骚扰而與其在常有異裝皇后與男妓聚集的「庫珀的甜甜圈」（Cooper's Donuts）發生衝突。在警方逮捕三個人之後（其中包括作家約翰·弗朗西斯科·里奇），其他示威者開始向警方丟擲甜甜圈與咖啡杯。洛杉磯市警立刻呼叫支援並展開更大規模的逮捕行動，但約翰·里奇與其他被拘捕的兩人卻趁亂逃脫:1–2。                                                                                                |
| 1964年9月19日                  | 紐約市                                   | 抗議同性戀者在美军中的待遇           | 由蘭迪·維克組織的一小群示威者在白宮街募兵中心（Whitehall Street Induction Center）前設置路障阻擋人員進出，以抗議軍方洩露記錄同性戀者性向的兵役記錄，致使他們的隱私權受到侵犯。這次行動普遍被視為美國第一個同志遊行:xvii。 |
| 1964年12月2日                  | 紐約市                                   | 抗議將同性戀視為一種疾病             | 四名男女同性戀者對支持將同性戀視為精神疾病的精神分析學家提出抗議，並用十分鐘反駁他的論點:xvii。 |
| 1965年4月17日:270－4月18日:208 | 華盛頓特區、紐約市                       | 抗議美國與古巴的同性戀政策           | 同性戀者在1965年4月17日與4月18日時分別到白宮與聯合國總部:167抗議古巴政府將國內的同性戀者關進勞改營:209。 |
| 1965年4月25日                  | 費城                                     | 抗議餐廳拒絕為同性戀服務的行徑       | 在杜威餐廳（Dewey's Restaurant）的經理拒絕為一群他認為是同性戀者的顧客提供服務後，約150名示威者在餐廳外靜坐以示抗議。示威者中有四人被逮捕並遭控「行為不檢」的罪名，其中還包括詹納斯協會的同性戀平權領袖克拉克·波拉克。數名協會的成員參與這次的靜坐行動並與餐廳老闆為拒絕服務一事進行談判。有三名示威者更持續靜坐抗議直到5月5日。                                                                |
| 1965年5月29日                  | 華盛頓特區                               | 支持同性戀權利的保障                 | 東岸同志之友組織（ECHO）組織的十名示威者（7名男性與3名女性）在白宮前進行抗議:68。這是接下來一系列示威行動的第一場，其它的示威地點還有國務院、五角大廈與美國國民就業委員會:209。 |
| 1965年7月4日                   | 費城                                     | 一般遊行                             | 1969年以前，ECHO每年都會組織示威者在獨立廳遊行，這項活動後來被稱為「年度提醒」（Annual Reminder）:130。 |
| 1965年9月26日                  | 舊金山                                   | 聲援支持同性戀的牧師                 | 三十名示威者聚集在恩典座堂前聲援因參與LGBT人士與宗教界人士的對話平臺「宗教與同性戀者理事會」而受到懲罰的牧師羅伯特·克羅姆利（Robert Cromey）:114。 |
| 1965年10月23日:636             | 華盛頓特區                               | 支持同性戀權益的保障                 | 最後一次在白宮前舉行的抗議活動，因為示威者認為在白宮前進行抗議已經失去效用:104。 |
| 1966年4月21日                  | 紐約市                                   | 挑戰紐約州同性戀者飲酒禁令的合法性   | 平權運動者迪克·里斯奇（Dick Leitsch）、克雷格·羅德韋爾與約翰·蒂蒙斯試圖挑戰紐約州禁止酒吧和餐廳供應酒精飲料給已知同性戀者的法令，並帶著記者準備揭露他們遭到拒絕服務的窘境。在前往數家酒吧並揭露他們為同性戀者的事實後，他們最後被一間剛遭到突襲的同志酒吧「尤利烏斯」拒絕供酒，儘管里斯奇向紐約州酒類管理局的控訴並未使該單位採取行動，紐約市人權委員會仍宣布這樣的歧視「不能繼續存在」:46–47。 |
| 1966年5月21日                  | 紐約市、費城、華盛頓特區、洛杉磯、舊金山 | 抗議美軍對同性戀者排斥               | 同性戀團體在軍人節時於全美各大城市展開遊行，在洛杉磯甚至出動15輛汽車組成車隊，這次活動被視為是第一個同性戀驕傲遊行:42:221與北美同性愛組織會議第一次大會的前身:42。 |
| 1966年7月18日                  | 舊金山                                   | 抗議餐廳的騷擾與拒絕提供服務的行徑   | 約25名示威者聚集在康普頓餐廳（Compton's Cafeteria）前並設置路障阻擋人員進出，以抗議新任經營者找偵探社與警察騷擾同性戀與跨性別者顧客:109。 |
| 1966年8月                      | 舊金山                                   | 抗議騷擾行為                         | 同性戀者與跨性別者顧客發起康普頓餐廳暴動以抗議警方的持續騷擾，餐廳與附近地區都受到程度不一的破壞。第二晚更多來自同性戀社區的示威者加入暴動的行列，甚至還越過警戒線砸毀餐廳的玻璃:109。 |
| 1966年9月                      | 芝加哥                                   | 抗議新聞媒體的忽視                   | 在《芝加哥太陽報》與《芝加哥論壇報》這兩家平面媒體忽視甚至拒絕馬太辛協會刊登廣告的請求後，該協會的芝加哥分會對這兩家平面媒體發起抗議行動，並設置路障阻擋報社員工的進出。在事件發生後，《太陽報》的專欄作家歐文·庫普西內特在他的專欄裡報導了這次的抗議事件，但並未提及他之前的報導同樣受到抗議者的抨擊。而《論壇報》則沒有作出任何報導:62。                                                      |
| 1967年1月1日                   | 洛杉磯                                   | 抗議市警突襲同志酒吧                 | 洛杉磯市警在除夕夜時突襲同志酒吧「黑貓」（Black Cat Tavern）與「新人」（New Faces），造成黑貓酒吧的酒保與數名顧客受傷送醫。此舉立刻引來數百名群眾聚集在日落大道上與黑貓酒吧外抗議:210。 |
| 1967年2月11日                  | 洛杉磯                                   | 聲援城市中其他的少數族群             | 在同志酒吧「潘朵拉的盒子」（Pandora's Box）老闆的組織下，約200名LGBT人士、40多名嬉皮與其它經常遭受警方騷擾的次文化團體聚集在稍早發生過突襲事件的黑貓酒吧示威抗議:25。 |
| 1968年3月17日                  | 洛杉磯                                   | 抗議市警的誘捕與騷擾行為             | 兩名異裝皇后「公主」與「公爵夫人」在時常有警方前來騷擾與驅逐LGBT人士的格里斐斯公園舉辦聖派屈克節的慶祝派對，約有200名男同性戀者參與:210。 |
| 1968年4月23日                  | 紐約市                                   | 抗議將同性戀視為一種精神疾病         | 哥倫比亞大學的同性戀者同盟打斷一場正在討論同性戀的精神醫學會議並設置路障阻擋人員進出:67。 |
| 1968年5月30日                  | 洛杉磯                                   | 一般集會                             | 同性戀團體在格里斐斯公園召開同性戀大會:26。 |
| 1968年8月:159                  | 洛杉磯                                   | 抗議市警對同志酒吧的突襲行動         | 在兩名顧客被逮捕後，酒吧老闆李·格雷斯（Lee Glaze）帶領其他顧客到警局保釋這兩名遭逮捕的顧客，並在警局周圍圍滿在附近花店買來的鮮花:180。 |
| 1969年4月                      | 舊金山                                   | 對解僱同性戀平權運動者的公司進行抗議 | 在新聞工作者吉爾·惠廷頓（Gale Whittington）因出櫃而導致他被國家船舶公司（States Steamship Company）解僱後，一群同性戀平權運動者組成「同性戀解放組織」（Committee for Homosexual Freedom，CHF），並連續幾週在每個上班日的中午12:00－13:00對該公司的舊金山分公司進行示威抗議，並設置路障阻擋人員進出:53。                                                                                         |
| 1969年5月:32                   | 舊金山                                   | 抗議解僱同性戀員工的企業             | 在淘兒唱片解僱同性戀員工法蘭克·德納羅（Frank Denaro）後，CHF立刻對該公司進行為時數週的示威抗議，直到法蘭克·德納羅復職為止:61。此外他們也在喜互惠公司、梅西百貨與舊金山聯邦大樓前進行示威遊行:53。 |